# 樹まり子
樹 まり子(いつき まりこ、1970年1月28日 - )は、日本の元AV女優。
埼玉県大宮市（現・さいたま市）出身。

## 略歴
1989年、青木さえこ名義で『素晴らしき日曜日』『快楽天国』『猥褻淑女ビーナスの雫』の3本同時リリースで、AVデビュー。当初はこれで引退予定であったが、『巨乳』『淫乱』のキーワードで人気が沸騰。
その後、お願いされると断れない性格だったこともあり、『樹まり子』に改名し、1990年に活動を休止するまでの間、AVのみならず成人映画も含めて50本以上の作品に出演（月に5本弱というハイペースで作品をリリースしていたことになる）。わずか2年間の活動にもかかわらず、上記にあるように、当時のAV界での超売れっ子女優であり、当時のAV業界の景気がいかに凄かったかを物語っている。
だが、人気絶頂の1990年に活動を休止し、活動の場を雑誌のコラムの執筆やインタビューの聴き手等に移し、AVの仕事は行わなかったが、1992年に『樹マリ子』と改め、再びAV女優の活動を再開する。当初は5本限定との契約だった。（本人のインタビュー記事によると）当時、経営不振に陥っていた会社から限定（本人的には５本限定のつもり）で復活し、その起死回生作品が爆売れし、会社は経営を立て直した。
AV男優の加藤鷹と付き合っていた。（1990年頃から）恋愛（同棲）期間は5年半続いた。（加藤鷹のインタビュー記事より）
1994年に再び活動を休止。
同時期のAV女優、樹（みき）まり子とは別人。なお、樹（みき）まり子の出演作は、1991年『セクサロイドMIKI ボディコング女王様』、1991年『新ビデギャル養成講座 Vol.1 猛特訓！エンドレスピストン』、1992年『ラヴァー・ミキ』、1994年『鮮烈実写7』など。

## 人物
趣味は、料理、ドライブ、下着集め、スキューバダイビング。
デビュー作の『素晴らしく日曜日』を撮影しその時の「青木さえこ」という女優名を考えたという監督の清水大敬は、「性の観音菩薩」と形容している。1年ぶりにあったとき、外見の方はふっくらと太り20歳の女の子と思えないほどの貫禄がついている等全体的に変わっていたが、性格の方は全く男優やメーカーの悪口を言わず全くスレてなく明るいままだったという。

### プロフィール
異なるプロフィールがいくつかある。
- XCITYプロフィールでは、出身地:埼玉県、身長:160、B:89・W:62・H:89[11]。
- FANZAプロフィールでは、出身地:神奈川県、身長:160、B:86・W:59・H:89[9]。
- 1989年7月のデビュー作の『素晴らしき日曜日』のケース裏面では、生年月日:1969年9月9日 19才 東京学院短大生、身長:160、B:84・W:60・H:87[12]。
- 1989年『天下御免 5』のケース裏面では、出身地:神奈川県、身長:162、B:88(70-D)・W:59・H:89[2]。
- 1989年『失神カルテ』のケース裏面では、出身地:神奈川県、身長:160、B:86(Dカップ)・W:59・H:89[1]。

## 出演

### アダルトビデオ（単体作品）
1989年
- 素晴らしき日曜日（7月、ダイヤモンド映像 DVI-58）※「青木さえこ」名義[6]。監督:清水大敬。
- 快楽天国（7月、アイビック IV-41）
- 猥褻淑女 ビーナスの雫（7月、シネマジック AG-87）
- 若妻プレイ 叫びと悦楽（9月25日、シュール）
- 背徳の令嬢（10月21日、九鬼）
- その女・変態につき（10月、芳友舎/サム SSV-040、山本竜二と共演）
- 人間失格（11月10日、VIP）
- 淫夢（11月20日、大陸書房）
- ぬるぬるアイラブユーOK（11月23日、クリスタル映像）
- レイプ狂い 5 感染（12月11日、アリスJAPAN）
- 平成名物ビデオ・イカ女（スケ）天国（12月25日、現代映像企画 HO-8919）
- 天下御免 5（ビップ 7D-014）
- エデンの淫獣（シネマジック DW-09）
- エデンの淫獣 2 バビロンの誘惑（シネマジック DW-14）
- 湧く湧くおっぱいランド（VCA VC-045）
- ラヴァー・エム（シネマジック VS-103）
- あぶナイ・チンゲール（ビデオクールミント/BUG S-94）
- 失神カルテ（KUKI KK-28）共演:椎名かおり
- まり子の下半身事情 絶頂娘（シネマジック AG-91）
- 抜くぞ！！ 大敬七番勝負（ダイヤモンド映像 DVI-68）※「青木さえこ」名義

1990年
- 淫乱小町（1月16日、コロナ社）
- 観音狂い咲き（1月25日、ジャパンホームビデオ）
- 夜の獣（2月22日、アドテックス）
- ジーザス栗と栗鼠スーパースターSPECIAL 2（3月3日、V&R SP-116）
- 男優さんが来た!スペシャル 総放出量1000cc（3月15日、クリスタル映像）
- 獣道一直線（4月1日、アリスJAPAN）共演:椎名かおり
- 樹まり子のエッチはおまかせ（4月5日、コスミック出版）
- 監禁42時間 実録 婦女暴行シリーズ第五弾（4月10日、アイビック）
- 女帝まり子（5月1日、ホップビデオ CX-59）
- 樹まり子のSEXカルテ（5月12日、ファイブスター）
- 黄金（5月24日、KUKI）
- 好きな人に呑ませたい（6月21日、フェニックス）
- ヌルリンピック禁断五種（6月21日、クリスタル映像）
- いんらんパフォーマンス 中に出して！（7月1日、アテナ映像）
- 逆ソープ天国 7（8月10日、ジャパンホームビデオ）
- 巨乳しごく（8月20日、大陸書房）※映画「樹まり子 巨乳しごく」のビデオ版
- カタストロフィー（9月10日、フェニックス）
- 巨乳いかす!（10月5日、大陸書房）※映画「ザ･本番 巨乳いかす！」のビデオ版
- ザ・巨乳ワールド（10月5日、コスミックインターナショナル）
- 福まん娘 あげまん女（11月5日、ファイブスター）
- 痴漢電車 奥まで押し込め!（12月5日、大陸書房）※映画「痴漢電車 奥まで押し込め！」のビデオ版
- 湯の町悲歌（新東宝 Q-121）
- ムーンライトバニー 4（せいふく舎 SE-80）
- エロゲバ 樹のなぶり唄（ミスクリスチーヌ PMC-003）共演:島崎里美
- 永遠のマリリン（シネマジック DW-20）
- 淫乱女王 樹まり子 大本命（ステラ STV-1005）
- That's エロ!! バックドロップ（ロイヤルアート/パリス DP-018）
- 女神 マリリン・ノーリターン（九鬼）
- クライマックス ふたたび（現映社/ぴあす SR-302）
- まり子のはじける純生 初心（アダムズ PURE-001）
- 愛を探して（マイフレンド MF-07）
- 89 VS 88 史上最大の巨乳対決（アイディ出版 CL-012）

1991年
- 樹まり子のエッチはおまかせ（5月5日、コスミック出版）
- レズ・ストーリーは突然に（5月31日、サクセス・ビデオ・コミュニティー）
- 爆乳生狩り（フロンティア TH-008）
- 超能力開発法（アダムズ）
- 性獣爆裂（ルナ・エンタープライズ）
- ザ･ノーズプレイ･コレクション 2（シネマジック SO-08）
- メモリアルショット（アイディ出版 BE-001）
- 濃厚娘の卑猥な行為！（アップサイド）
- 樹まり子マガジン・パラダイスシンドローム（ヨーヨー YO-006）

1992年
- 樹マリ子スペシャル（6月9日、笠倉出版社）
- さわって感じて、いじって感じて（7月、テー・ピー・エス TP-515）※「クライマックス ふたたび」を再編集したもの
- オッパイの微笑（9月5日、芳友舎）※「エロゲバ」の再編集版
- 最後は中で（12月17日、アドテックス）
- リメンバーミー（7月、アイビック AD-01）
- 完全復活（7月11日、アイビック AD-02）
- 氷の靡娼 樹マリ子・浅井理恵（アイビック AD-03）※原作:安部譲二
- マリ子の50分十本勝負（アイビック AD-04）
- 笛吹性女（タイム）
- まり子は女王様（VISUAL ONE）

1993年
- ファイナルステージ（1月30日、アイビック AD-05）
- マリコ プライバシーの侵害（2月27日、新東宝）
- 制服スナイパー大感謝祭 樹マリ子の着せ替えコスプレ天国（3月21日、新東宝）
- 奴隷妻マリコ 肉悦の罠（4月10日、大洋図書）
- 口全ワイセツ14（6月30日、芳友舎/サム）
- ママの生下着（10月15日、ファイブスター）
- 若奥様マリ子（11月1日、笠倉出版社）

1994年
- 美巨乳・FUCK（3月8日、笠倉出版社）
- 制服絶頂祭（タイムアロー IDE-008）
- IMAGE DOWN（アイザック）
- グリグリ回して!（ブルボン）
- 鮮烈実写 10 樹マリ子（タックル）

1995年
- 狂乱スキャンダル（アイザック HIK-006）

### アダルトビデオ（共演作品）
1989年
- Eカップ三姉妹 樹まり子・木田彩水・本庄美樹（10月25日、二見書房/マドンナ社）全3名
- お義姉さんの寝室 樹まり子・庄司みゆき・山本留美（11月15日、笠倉出版社）全3名
- ザ・ディープ・エロ 2 樹まり子・早坂蘭・工藤りえ（シネマジック DW-11）全3名
- 制服SEX大戦争 松坂有希子・樹まり子 ほか（ビックマン BIC-5）

1990年
- NEWセクシーメイツ 奥までアタル超ピストン（1月21日、アテナ映像）全5名
- 憂花かすみのSEXクリニック お客様は樹まり子ちゃん 憂花かすみ・樹まり子（3月27日、HRC）
- 監禁42時間 実録 婦女暴行シリーズ 第五弾 樹まり子・菊池夕夏（4月10日、アイビック）
- あぶない瞬間 七つの花弁 ぬめっ（4月20日、大陸書房）全7名
- 先生が教えてあげる 樹まり子・中原絵美（4月20日、ファイブスター）
- 女教師いじめちゃう 樹まり子・中原絵美（5月8日、笠倉出版社）
- 女教師 保健室の秘密 樹まり子・直木亜弓・藤木流花（5月20日、笠倉出版社）全3名
- 看護婦の下着 樹まり子・林かづき・岡田優奈（5月25日、二見書房/マドンナ社）全3名
- 黒くぬれ 2 樹まり子・竹中ケイ・林由美香（6月23日、KUKI）全3名
- べっぴん乳液（8月4日、コロナ社）全4名
- 巨乳シンドローム（10月11日、フェニックスビデオ）全5名
- セクシャル・エクスタシーエックス 8 樹まり子引退記念大特集 樹まり子・斉藤えりか・早川ゆり（ビップ 7D-043）全3名
- 淫獣王国・マンドールVol.1 樹まり子・鮎川真理・望月未来（サーチ Y-050）全3名
- 口唇暴力 3 樹まり子・林由美香 加山なつ子 ほか（V&R AS-187）
- 性戯クリニック 樹まり子・中原絵美 紺野麻美（笠倉出版社）全3名

1991年
- とろける課外授業。 先生の秘蜜 吉川りりあ・後藤えり子・樹まり子（6月5日、笠倉出版社）全3名
- 私達に電話ください 樹まり子・豊丸・秋山まり子 ほか（パピヨン）
- 延髄斬りで発射オーライ 樹まり子・小林ひとみ（Sexy Tag '93）

1992年
- Tバックだらけの水泳大会 スーパーハードバージョン 樹まり子・田村香織 ほか（12月26日、新東宝）多数出演
- 巨乳エクスタシー 樹まり子・前川エリ（Killer KIL-005）
- 絶叫・淫乱三重奏 樹まり子・豊丸・咲田葵（VISUAL ONE SXS-006）全3名

1993年
- 挑発のくちびる 熱いカラダでオトシマエ 樹マリ子・西野美緒（7月30日、エイトマン）[13]
- 濡れまくる女達 1 樹まり子・立原友香・五島めぐ（イメージボックス WT-01）全3名
- カップリングアイドル+1 樹まり子・鈴木奈緒・林かづき（ディレクターズシステム）全3名
- 巨乳クィーンのぶっとい乳房つかみどり Vol.1 早坂絵麻・樹まり子 (ホルスタインカンパニー HL-11)

1994年
- Tバックだらけでまるごと50人 超過激ドスケベゲーム大全集（9月24日、新東宝）全50名

### アダルトビデオ（編集もの、BESTもの、DVD ほか）
1989年
- Mr.Dと7人の女友達（2月15日、シネマジック）全7名
- アイビックスペシャル 5 6人のレモンエンジェル（アイビック IV-49）全6名
- 顔面シャワーエレクト・10 PART.11（クリスタル映像 CS-21）全10名
- 栗・りす・マス・キャロル　樹まり子・鮎川なつみ・ 山本なつき ほか（ビデオクールミント S-100）
- 咥え上手な乙女たち 15（シネマジック AG-97）全7名
- 季実子以外 でかちちcafe 平成巨乳新人類ベストコレクション 樹まり子・香坂まりこ・加山なつ子・いとうしいな 他（ビデオクールミント）全6名

1990年
- 宇宙企画のスーパー・ランジェリー 5 樹まり子・松下ルミ ほか（1月10日、宇宙企画）全6名
- ACTRESSビデオマガジン ギャルズスペシャル 14  樹まり子・明日香ちなみ ほか（2月1日、リイド社）
- 黄金の7人 春一番 スペルマ戦争 樹まり子・山本なつき・木田彩水 ほか（2月25日、ビジュアルジャパン）全7名
- 淑女館 2 樹まり子・青山ちはる・中原絵美（3月4日、宇宙企画）全3名
- ビデオ通信 6 樹まり子・滝沢みどり ほか（5月10日、笠倉出版社）
- 性豪巨乳大会 只今爆発中（5月12日、ファイブスター FV-8804）全10名
- 性豪スペルマ天国  林由美香、中原絵美、田代美希、山下麻衣、樹まり子（5月12日、ファイブスター）全5名 1990年
- 修ちゃんのズリズリ玉手箱 2（5月17日、クリスタル映像）全4名
- マドンナメイト スペシャル 特撮版 1 樹まり子・丘咲ひとみ・林由美香・美穂由紀 ほか（5月25日、二見書房）全17名
- ビデオ通信 7 	山崎麻美・樹まり子・立花あやか ほか（6月10日、笠倉出版社）
- 乳獣スペシャル（6月15日、ホップビデオ）全5名
- AV TOP ギャルズベスト10 あぶない贈り物（7月5日 笠倉出版社 AJV31-10）全10名
- スコラビデオマガジン ビバ!スイートエンジェルス（8月20日、スコラ）全4名 ※イメージビデオ
- おっぱいがいっぱい ベスト・セレクション増刊号（8月25日、宇宙企画）全6名
- 顔面シャワーエレクト・10 PART.11（クリスタル映像 CS-21）全10名
- 顔面シャワーエレクト・10 PART.12（クリスタル映像 CS-23）全10名
- ランジェリー大会 濃縮20連発 3（8月25日、ファイブスター FV-8808）全10名
- ランジェリー大会 濃縮10連発 3（10月5日、笠倉出版社 AJV31-40）全5名
- マリアナ・ベストヒット 樹まり子・青山ちはる ほか（10月10日、ホップビデオ）全6名
- ランジェリーコレクション 樹まり子・斉藤みゆき・木田彩水 ほか（10月20日、宇宙企画/英知出版）※イメージビデオ
- 淫獣たちの聖夜 樹まり子・小沢奈美・朝比奈樹里 ほか（12月17日、ロイヤルアート DP-26）全5名
- 増殖器 樹まり子・庄司みゆき・豊丸 ほか（12月21日、コロナ社 CS-1332）全6名
- THE ROPE CONNECTION 8 SM全集’90 樹まり子・加山なつ子・菊池えり ほか（シネマジック VHS-120）
- ナース快楽館 2（ファイブスター）全5名
- ミス・フェラチーヌ 90' 麗しのシャブリナ（ビデオクールミント S-104）全16名
- 放尿KING（ビデオクールミント NZ-009）全10名
- エクスタシー7 パート3（せいふく舎 SE-106）全7名
- ムーンライトバニー スペシャル 樹まり子・鮎川真理・美穂由紀 ほか（せいふく舎 SE-115）全5名
- 性戯クリニック 樹まり子・中原絵美 紺野麻美（笠倉出版社 AJV31-20）全3名

1991年
- 巨乳ベストセレクション '91（1月5日、大陸書房）全13名
- いけない巨乳館 樹まり子・渚友紀・五島めぐ ほか（3月5日、笠倉出版社）全5名
- 超乳ベストセレクション（4月5日、大陸書房）全9名
- 巨乳ギャルズベスト 10（4月20日、笠倉出版社）全10名
- 超乳スーパーセレクション 樹まり子・庄司みゆき・五島めぐ・工藤ひとみ ほか（8月、KKコスミック）全5名
- 熱血ナース天国（11月15日、笠倉出版社）全10名
- 20コのチチまるこちゃん 樹まり子・御藤静 他（ファイブスター）全10名
- THE SPANKING 2（シネマジック SO-13）全11名

1992年
- 乳房時代 25 藤本聖名子・葉山レイコ・河合美果 他 全25名（1月15日、笠倉出版社 CAV32-88）
- 100人のマドンナ 2（2月15日、笠倉出版社）全25名
- シャブリまくり ベロ牝スペシャル30 早坂絵麻・樹まり子・森川いづみ ほか（3月19日、kkタイリク TFO-25）全30名
- 乳獣烈伝 樹まり子 一の樹愛 前川エリ 後藤えり子（4月20日、ロイヤルアート MK-006）全4名
- ナース天国SPECIAL（7月1日、笠倉出版社 AJV33-31）全20名
- ジーザス栗と栗鼠スーパースター ウルトラスペシャル（10月26日、V&R）全13名
- オナドルコレクトベスト20 PART.1 樹まり子・高橋めぐみ・北村美加（11月21日、フェニックスビデオ PM-0210）全20名
- AV痴恵蔵 108人のマドンナたち 2（大陸書房/KKタイリク TFO-45）全36名
- 夏彦のD乳コレクション 2 樹まり子・五島めぐ・木田彩水（イメージボックス/ホルスタイン・カンパニー HL-02）全3名
- スペルマエンジェル 4 Part.1 樹まり子・鮎川真理・松本まりな・美穂由紀（イメージボックスr AP-16）全4名

1993年
- ザ・ONANAIE スペシャル（4月16日、笠倉出版社）全8名
- Best of Ultra D 電影艶娘図鑑 	樹まり子・森川いづみ・林由美香 ほか（4月23日、シネマジック）全5名
- AVギャル烈伝 2（6月21日、笠倉出版社）全33名
- レズビアン倶楽部 5 熟女3P 樹まり子・叶順子・相川瞳（6月30日、二見書房/マドンナ社）全3名
- レンタルAV10年史 トップ10アイドルコレクション 朝岡実嶺・小沢奈美・桂木麻也子・樹まり子 ほか（9月25日、笠倉出版社）全10名
- THE LINGERIE 2 樹まり子・立野しのぶ 憂木瞳 ほか（10月16日、メディアステーション）
- 制服スナイパー DX オールスターコレクション 手塚莉絵・樹まり子・田村香織・沢口梨々子（10月23日、新東宝）全4名
- CINEMAGIC 4 いきなりクライマックス（10月30日、シネマジック）多数出演 ※「樹まり子・Ｌｏｖｅｒ．Ｍ」他9タイトルを再編集したもの
- 平成マドンナ100選 1（11月5日、笠倉出版社 AJV74-48）全25名
- あぶない若妻スペシャル（11月13日、笠倉出版社）全20名
- いんらん大美乳 2（12月15日、ファイブスター）樹里あんな・樹マリ子・美里真理・桜井美咲・小鳩美愛
- お嬢さまの変態ONANIE 青山ちはる・樹まり子・前原祐子・加山なつ子 他（イメ－ジボックスHC-01）全6名

1994年
- アドニススペシャル トップスターバトル 二大対決 樹マリ子・青山ちはる（2月10日、アイビック AD-24）
- 只今課外授業中 樹まり子・沢口梨々子・後藤えり子・橘ますみ 他（2月14日、笠倉出版社）全20名
- 平成ニッポンAV大全 樹まり子・豊丸・イヴ 他（4月22日、ジャパンホームビデオ）多数出演
- AV10年史 2（4月29日、VIP）全13名
- 樹マリ子AV大全（7月14日、笠倉出版社）
- 蘭熱十人娘 今井静香・樹まり子・藤木流花 他（9月、オー・ケイ出版社）全10名
- AV巨乳年鑑 2（11月7日、笠倉出版社）全33名
- ランジェリー大会100連発SPECIAL 3（12月15日、笠倉出版社）全12名
- お姉さんのいけないONANIE（12月26日、イメージボックス）全10名
- ドスケベONANIE大全集 3 樹まり子・五島めぐ・御藤静・岡本百合 他（オデッセウス出版 AB-0062）全5名
- スペルマ乱舞 ボディコンDカップ7ギャル（ワールド映画）全7名
- ヤンママは同級生 2 安藤有里・卑弥呼・藤谷しおり・樹マリ子・藤田リナ（ファイブスター FV-9014）

1995年
- 120人の美女 AV秘蔵コレクション 3 樹まり子・小沢奈美・あいだもも 他（1月6日、笠倉出版社）全30名
- スーパーD乳コレクション 2（2月25日、イメージボックス）全10名
- 平成巨乳大百科 3 '95 しゃぶりまくり巨乳（4月10日、コアラブックス）全9名
- スーパーランジェリーコレクション（5月17日、笠倉出版社） 全12名
- ONANIEスペシャル10年史 樹まり子・あいだもも 美里真理 ほか（7月3日、笠倉出版社）全30名
- 平成巨乳伝説 1 安藤有里・あいだもも・可愛ゆう 他（10月12日、笠倉出版社）全30名
- 120人美女館 AV10年史 4 樹まり子・松坂季実子・浅倉ケイ・八神康子 ほか（11月20日、笠倉出版社）全30名
- コレクター北条満編集 7 オナニー狂い 樹まり子・庄司みゆき・東清美・鮎川真理 ほか（11月25日、イメージボックス MD-23）全20名
- AV女優伝説 樹まり子・佐伯祐里・平井由美（トリプルクラウン）

1996年
- AV10年史 1（1月1日、TEN-VIDEO DTV-202）全20名
- ウルトラ淫乱15年史 オゲレツ編（9月30日、芳友舎）全15名
- 極上べろべろ娘たち 2（11月27日、h.m.p/SAMM NSV-034）全21名

1997年
- 女教師15年史ワイド90分 2（6月2日、笠倉出版社）全15名
- AV巨乳15年史ワイド90分 2（10月27日、笠倉出版社 AJV77-92）全25名
- お嬢様の舌と下 樹マリ子VS素人娘（12月26日、ニューシネマジャパン KMDVD-15）DVD ※監督:村西通

1998年
- 口全ワイセツスペシャル　怒濤のおしゃぶり列伝（3月24日、h.m.p）全8名
- AV巨乳祭り 2 樹まり子・あいだもも・有賀美穂 ほか（9月7日、笠倉出版社）全25名
- お宝AVコレクション 樹まり子・庄司みゆき（11月15日、アトラス21）※「天下御免 5/樹まり子」「極上の妻たち/庄司みゆき」を収録
- スーパー女教師AV大全 2 樹まり子・細川百合子・朝岡美嶺 ほか（11月26日、笠倉出版社）全20名
- AV女優 樹まり子（12月21日、ビデオバンク）
- 絶叫 SCREECH 獣になりたい（12月25日、トータル・メディア・エージェンシー）

1999年
- ボンデージの罠 DX（4月3日、笠倉出版社）全12名
- 若奥様おしゃぶり中毒20連発（7月7日、笠倉出版社）全20名
- AV巨乳コレクション 1 小室友里 有賀美穂 樹まりこ ほか（9月4日、笠倉出版社 AJV79-78）全25名
- 女帝 樹マリ子 永久保存版（10月6日、オー・ケイ出版社 OKV03-43）
- 女教師スーパーコレクション 1（11月6日、笠倉出版社）全20名
- リメークロマンシリーズ 樹まりこ（フェアエスト RR-09）※「樹まりこ」名義

2000年
- 口全ワイセツのすべて 三田友穂・樹まり子・浅倉舞 ほか（1月7日、h.m.p）
- スーパー乳ガール 超厳選エントリー50人 卑弥呼・樹まり子・あいだもも・細川しのぶ ほか（4月28日、笠倉出版社）全50名
- セブン VOL.2 七つの愛の物語（5月21日、ビデオバンク）全7名
- プレミアム大全集 美乳アイドル編（6月16日、メディアバンク AOD-013）全50名
- 女教師Selection（6月16日、メディアバンク）全50名
- 極 口全ワイセツ カウントダウンスペシャル 樹まり子・小室友里・小沢まどか ほか（7月21日、h.m.p）多数出演
- クリスタル15年史（7月28日、クリスタル映像）全50名
- お宝スペシャル AVアイドルFUCK20連発（8月10日、ロイヤルアート）全20名
- 爆裂10 MEGA MIX（8月21日、ロイヤルアート）全10名
- V＆R 傑作集（8月24日、V＆R）多数出演
- コスプレDX 制服の女神たち（9月27日、シャイ企画）全8名
- カリスマNo.1 樹マリ子（10月1日、笠倉出版社）
- ゴージャスオナニー20連発 2（10月27日、笠倉出版社）全20名
- 巨乳×爆乳 GRAND PRIX（11月9日、クリスタル映像）全7名
- ルネッサンス 2 甦る口全ワイセツ 樹まり子・村上麗奈・鮎川真理・小沢奈美 ほか（11月10日、h.m.p）多数出演
- LEGEND シネマジックメモリアル大全（11月24日、シネマジック）全18名
- 巨乳美乳ベストコレクション 1（12月8日、ディジタルメディアネットワーク）全10名
- アリスJAPAN 2001（12月8日、アリスJAPAN）全24名
- リメイクロマンシリーズ 5 樹まり子・菊池エリ（12月10日、フェアエスト）
- アトラス MEGA MIX 3 昇天する女神たち（12月13日、アトラス21 A00-121）全18名
- CINEMAGIC SPECIAL 世紀を越えて（12月29日、シネマジック）全20名

2001年
- MEGA-MIX 3（1月24日、アトラス21 AVD-47）全18名 ※DVD版
- 爆乳ナース天国（2月23日、ディースリー）全20名
- BUSTY 五島めぐ・冴島奈緒・いとうしいな・樹まり子 他（3月23日、メディアバンク）全12名
- 女帝 樹マリ子（3月30日、メディアバンク）※DVD版
- 淫女伝説 樹まり子（4月27日、ロイヤル・アート）※「That's エロ!! バックドロップ」「淫乱女王 樹まり子 大本命」を収録
- お宝ガールズ 1985-1990（5月10日、クリスタル映像）全15名
- 樹まり子スペシャル（5月25日、アリスJAPAN）※「レイプ狂い 5」「獣道一直線」を収録 ※DVD版
- 伝説FUCK 樹まり子（5月25日、メディアバンク）※「天下御免 5」「淫乱女王 樹まり子 大本命」「人間失格」を収録
- Adult Beauty 55 ベスト10女優 スーパーD乳コレクション（6月28日、ファーストミュージック）全10名
- AVクイーン誕生物語 樹マリ子（8月1日、フェアエスト）
- デジタルリマスタリングREMIX 黄金伝説（8月24日、ロイヤル・アート）全14名
- お宝コレクション 樹まり子（9月28日、デジタル・コミュニケーションズ）
- 淫乱ナイチンゲール（10月10日、スィートシュガー） ※「あぶナイ・チンゲール/樹まり子」「ナースメモリー 乳淫/星めぐみ」を収録
- 女優伝説 TREASURE 秋元ともみ・村上麗奈・白石ひとみ・樹マリ子（10月13日、日本メディアサプライ）全4名
- フェアエスト Remix 2（10月19日、フェアエスト）全17名
- 巨乳20年史 2（11月24日、笠倉出版社）全50名
- 君とSEXしたい 樹まりこ（ナイトステーション NS-0046）※「樹まりこ」名義

2002年
- M KING of BEST DVD Vol.2 （1月18日、ロイヤルアート）全8名
- ルビーベストコレクション フェラトピア（2月8日 VHS 7月30日 DVD、ルビー）全20名
- ボンデージの罠 DX（3月15日、笠倉出版社）全12名 ※DVD版
- Miss.Christine Best Angels（6月21日、ビデオバンク）全24名
- ジーザス栗と栗鼠スーパースター 樹まり子（7月1日、V&R）※DVD版
- BODY CORE（7月31日、h.m.p）全10名
- ハードコア200% 樹まり子（9月10日、ビデオバンク）※「エロゲバ」「淑その女変態につき」を収録
- AV20年史 Deluxe 1（12月20日、FIVE STAR DAJ-001）全25名
- 宇宙企画 Classic 淑女館（12月22日、宇宙企画）全6名 ※「淑女館」「淑女館 2」を収録

2003年
- V＆R大全集 女優50人240分 2（1月21日、V&R）全50名
- ゴージャスオナニー Deluxe（1月24日、Five Star）全40名
- 爆乳ナース＆女医 Deluxe（2月14日、Five Star）全17名
- REVIVAL COLLECTION 5 よみがえるAV黄金期の女優たち 1（4月1日、鹿砦社）全5名
- ザ・ノーズプレイコレクション DX 樹まり子・叶順子・原田美江 ほか（5月23日、シネマジック）多数出演
- RE：樹まり子（5月30日、ロイヤルアート）※「淫女伝説 樹まり子」の廉価版
- 宇宙企画Classic BEST REMIX 2（6月13日、宇宙企画）全12名
- 巨乳 Queens Deluxe（6月13日、デジタルドリーム）全10名
- プロジェクトXXX AV界を支えた女たち お姉さんセレクション（6月20日、日本メディアサプライ TBD-2801）全10名
- RESPECT 1500 樹まり子（7月25日、グラフィティジャパン）※「好きな人に呑ませたい」「カタストロフィー」を収録
- ノーカット4時間！！ Tバック水泳大会 	田村香織・平井由美・桜樹ルイ・樹マリ子 ほか（8月22日、アリスJAPAN）多数出演
- 生リップサービス200 水野礼子・樹まり子 他（10月21日、V＆Rプランニング）多数出演
- 復刻版 あぶナイ・チンゲール（10月27日、プライムウエイ）
- 十二章 DVD2枚組8時間（12月19日、エイジーエイ）全12名

2004年
- V＆R黒字作品集 憂木瞳・樹まり子・小室友里 ほか（2月24日、V&R）
- RE：僕達は忘れない…ウルトラBEST4時間（4月23日、ロイヤルアート）全12名
- The Best of No.1 樹マリ子 Deluxe (5月14日、Five Star)
- 口全ワイセツ BEST 1（5月21日、h.m.p）全21名
- Treasure BEST 4時間（6月21日、ビデオバンク）全22名
- 巨乳×爆乳8時間100連発！！ 春菜まい 黒沢愛・樹まり子 ほか（6月25日、クリスタル映像）多数出演
- 口全ワイセツ BEST 4時間（7月10日、ビデオバンク）全42名
- DECADE 樹マリ子（7月23日、ピエロ）
- THE 80's GREATEST IDOLS（8月13日、トータル・メディア・エージェンシー）多数出演
- ATLAS TWENTY ONE（8月20日、アトラス21）全60名 ※アトラス10周年、200タイトル目達成記念作品
- LEGEND GIRLS 1（9月3日、エッチアールシー）全5名 ※「H秘書はナマがお好き8/白石ひとみ」「叫びと悦楽/樹まり子」「ボディコンスペシャル2/原田ひかり」「笑う桃/田村香織」「GUILTY5/祐木麻里」を収録
- 人妻・若妻・美乳妻20年史 デラックス（10月19日、FIVE STAR）全15名

2005年
- 実相寺昭雄コレクション［エロス］（2月25日、ジェネオン・ユニバーサル・エンターテイメントジャパン）監督:実相寺昭雄 ※映画「ラ・ヴァルス」を収録
- 女教師20年史 Deluxe 2（5月20日、デジタルドリーム）多数出演
- The Best of No.1 Special Selection（7月8日、デジタルドリーム）多数出演

2006年
- THE 巨乳 FUCKER 4時間 2（1月20日、メディアバンク）全23名
- 樹まり子 HISTORY（3月24日、アトラス21）※「天下御免 5」「淫乱女王 樹まり子 大本命」を収録
- BEST OF LEGEND 樹マリ子+ 樹まり子・東清美・長崎みどり（4月14日、デジタルバンク）
- Actrice 6 1985～1995 トップAVアイドル Best 20（9月5日、アイザックTOKYO ZD-10）全20名
- Legend VOL.2 樹まり子（9月28日、エーエスジェイ）※「湧く湧くおっぱいランド」「ムーンライトバニー4」「淫夢」「女帝まり子」を収録
- ATHENA CENTURY 5 いんらんパフォーマンス 麻宮涼子・氷室真由美・樹まり子 ほか（12月22日、アテナ映像）多数出演 ※DVD4枚組BOX商品、代々木忠監督の代表作「いんらんパフォーマンス」シリーズから、1989～1996年に発売された13タイトルを厳選収録

2007年
- Legend VOL.28 樹まり子（8月31日、エーエスジェイ）※「ファイナルステージ」「完全復活」「制服着せ替え人形」「まり子のはじける純生」を収録

2008年
- Again 樹まり子（6月20日、エクストリージョン）※「好きな人に呑ませたい」「カタストロフィー」を収録
- I LOVE 樹まり子 あの感動を今、ここに…（7月30日、ロイヤルアート）

2009年
- DECADE GALS SP 2（5月29日、ピエロ PAR-237）全12名
- 20世紀女優 AVアイドル秘宝館4時間（7月25日、群雄社 GYR-01）全10名
- 20世紀女優 AVアイドル秘宝館5時間（7月25日、群雄社 RGYR-01）全10名
- DECADE EX 3（7月31日、ピエロ）
- 復刻版 レイプ狂い 5 感染（10月9日、アリスJAPAN）
- アダルトビデオ30年史（11月21日、ビデオバンク）全40名 ※AV誕生30周年記念

2010年
- スターファイル 樹まり子（2月28日、マキシング）
- あのアイドルがスーパーリマスターREMIXで甦る SAMM 完全ベスト4時間 Vol.2（5月21日、ビデオバンク）全19名
- Legend Special VOL.46 樹まり子（10月15日、エーエスジェイ）※「That's エロ!! バックドロップ」「淫乱小町」「巨乳ベストセレクション」を収録

2012年
- AV30年史 1 不朽の名作シリーズ編 横山美雪・愛菜りな・樹まり子 ほか（1月7日、オールアダルトジャパン）多数出演
- AV30年史 2 最高にエロいSEX編 吉沢明歩・及川奈央・樹まり子 ほか（2月13日、オールアダルトジャパン）多数出演
- 巨乳AV女優の頂点 1980～90年代セレクション（2月13日、オールアダルトジャパン）全24名
- レイプ狂い 凌辱の8時間（11月23日、アリスJAPAN）全15名

2013年
- h.m.pオールタイムカウントダウンTOP30 星野ひかる・浅倉舞・樹まり子 ほか（7月5日、h.m.p）多数出演
- 野外緊縛調教セレクション（11月19日、シネマジック）全15名
- Legend Special VOL.85 樹まり子（11月22日、グラフィス）※「湯の町悲歌」「マリコプライバシーの侵害」「樹マリ子の着せ替えコスプレ天国」を収録

2014年
- ジーザス栗と栗鼠スーパースタースペシャル 樹まり子・寺崎泉（10月10日、V&R）※復刻リクエスト

2018年
- 中高年男性に送る懐かしのアリスJAPANスター女優BEST（12月13日、アリスJAPAN）全20名

2019年
- アリスJAPAN 35周年BEST（7月13日、アリスJAPAN）全32名

発売年不明
- 濃熟度見せます（イメージボックス AV-13）VHS
- Forever フォーエバー 樹まり子（コレクターズ・システム販売 FOR-10）VHS
- コレクター北条満編集 2 オナニー狂い・淫乱30人（コレクターズ・システム販売 HJM-02）VHS 全30名
- コレクター北条満編集 26 制服を姦る・淫乱バニーガールコレクション 美穂由紀・鮎川真理・松本まりな・樹まり子 ほか（コレクターズ・システム販売 HJM-26）VHS
- コレクター北条満編集 31 巨乳美乳絶叫・淫乱50人（コレクターズ・システム販売 HJM-31）VHS 全50名
- コレクター北条満編集 46 完全絶頂コレクション痙攣60人F（コレクターズ・システム販売 HJM-46）VHS 全60名
- コレクター北条満編集 48 完全絶頂コレクション痙攣60人H（コレクターズ・システム販売 HJM-48）VHS 全60名
- 6xバニー（ハチの巣 TOM-03）VHS 全6名
- 大満足 樹まり子（? Dm-03）VHS
- バク烈巨乳最前線 揉んでしゃぶってコネくって（サンフラワー SUF-001）VHS
- コスプレ大パニック 樹まり子・川浜なつみ（グローバルステーション KR-130）DVD

### アダルトビデオ（無修正）
- スーパーアイドル 樹まり子大全集（2001年8月14日、ファンタドリーム）
- ザ・ドキュメント・オブ・ユカタガール（2002年2月20日、ショーグン）
- スーパーアイドル 樹まり子＆森原由紀（2002年10月22日、ファンタドリーム）
- スーパーアイドル31 快楽天国（2003年9月30日、ファンタドリーム）
- スーパーアイドル VOL.44 監禁24時間（2005年3月30日、ファンタドリーム）
- スーパーアイドル Vol.47 白石ひとみ・樹まり子・憂木瞳 ほか（2005年9月28日、ファンタドリーム）
- スーパーアイドル Vol.52 樹まり子 ベリー・ベスト（2006年5月18日、ファンタドリーム）
- スーパーアイドル Vol.54 樹まり子・小鳩美愛・白石ひとみ ほか（2006年7月10日、ファンタドリーム）
- スーパーアイドル Vol.62 美巨乳人気女優 大特集 樹まり子・相川ゆき ほか（2007年1月19日、ファンタドリーム）
- サムライポルノ スペシャルエディション 樹まり子・三田友穂・夕樹舞子 ほか（2007年5月10日、サムライポルノ）
- 痴女王 Vol.3 : すぎはら美里・樹まり子・桜田由加里（2007年10月18日、ファンタドリーム）

### 映画
- 樹まり子 巨乳しごく（1989年10月27日公開、シネマアーク/エクセス）監督:中村光徳[14]
- ザ･本番 巨乳いかす！（1990年1月12日公開、エクセス）監督:浜野佐知[15]
- ラ・ヴァルス（1990年2月15日公開、エクセス）監督:実相寺昭雄[16]
- 痴漢電車 奥まで押し込め！（1990年3月23日公開、エクセス）監督:浜野佐知[17]

### Vシネマ・オリジナルビデオ
- 巨乳ハンター（1990年4月25日、東北新社）監督:渡辺寿 -木島典子 役[18]
- イケナイBOY（1990年4月27日、日本映像）監督:内田祐司 原作:須磨ヨシヒロ ※アニメ作品-声の出演[19]
- AV女学院 天使のパンツは校則違反（1992年4月25日、マクザム）監督:大沼栄太郎[20]
- AV大病院　白衣の下はスッポンポン（1993年7月5日、マクザム）監督:大沼栄太郎  [21]
- 桃尻こねクション（1993年9月1日、バップ）監督:笠井雅裕[22]

### カセット
- マドンナメイトカセット　樹まり子 マイクで濡れちゃう!（1989年10月25日、二見書房）

## 出版

### 写真集
- 樹まり子写真集 WATCH ME!（1989年11月18日、大陸書房）撮影:山木隆夫 ISBN 9784803324532
- マドンナメイト写真集 樹まり子（1989年11月25日、二見書房）撮影:野川勇 ISBN 9784576891569
- 写真集 スコラスペシャル 7 SUPER NUDE COLLECTION 3 松坂季実子・松本まりな・樹まり子 ほか（1990年1月8日、スコラ）
- 文庫サイズ写真集 妖しい輪舞(ロンド)（1990年1月20日、ピラミッド社）撮影:山木隆夫 ISBN 9784803324761
- 文庫サイズ写真集 マドンナメイト・カタログ Part.3 美穂由紀・鮎川真理・松本まりな・樹まり子 ほか（1990年1月25日、マドンナ社）ISBN 978-4576891958
- 愛奴写真館 ジャジャ 7（1990年3月10日、大陸書房）撮影:大木真澄
- 鮮烈セクシーズ 松坂季実子・手塚まゆみ・工藤ひとみ・樹まり子 ほか（1990年6月25日、司書房）
- SUPER NUDE COLLECTION IV 桜樹ルイ・木田彩水・五島めぐ・あいだもも ほか 全27名（1991年1月10日、スコラ）
- 愛奴写真館 ジャジャデラックス 2 田中露央沙・いとうしいな・宮沢陽子・樹まり子 全4名（1991年1月20日、大陸書房）撮影:大木真澄
- 文庫サイズ写真集　マドンナメイト・カタログ Part.4 樹まり子・沢木まりえ・小沢奈美・木田彩水 ほか（1991年1月25日、マドンナ社）ISBN 978-4576901596
- Big Melon 田中露央沙・庄司みゆき・樹まり子・木田彩水 ほか 全12名（1991年7月20日、大陸書房）
- 服従の美学 ピラミッド写真文庫 愛奴写真館ジャジャ（1991年12月18日、大陸書房）撮影:大木真澄 ISBN 9784803333008
- 樹マリ子写真集 Hot Doll 恍惚の女王（1992年7月10日、TIS）撮影:清水清太郎 ※樹マリ子名義 ISBN 9784847022746
- 斉木弘吉写真集 NOON＆MOON 河合美果・工藤ひとみ・高見沢杏奈・五島めぐ 他 全25名（1992年10月20日、ぶんか社）撮影:斉木弘吉 ISBN 9784821120024
- 美縛の麗人 13人の被虐妖精 いとうしいな・樹まり子・小林ひとみ ほか 全13名（1993年4月5日、ミリオン出版）撮影:大木真澄
- 樹マリ子写真集 LABIAN（1993年7月10日、英知出版）撮影:西田幸樹 ※樹マリ子名義 ISBN 9784754213404
- 清水清太郎写真集 ポルノティック 美里真里・橘ますみ・原田ひかり・樹マリ子 ほか（1994年9月9日、竹書房）撮影:清水清太郎 ISBN 9784884759162
- 樹マリ子写真集 FOREVER（1994年10月1日、コンパス）撮影:藤井ひろ士 ※樹マリ子名義 ISBN 9784906407330
- 200人美女大全 青沼ちあさ・朝比奈順子・樹マリ子 ほか 全200名（1995年6月30日、竹書房）ISBN 9784884758769
- よみがえるAV黄金期の女優たち 桜樹ルイ・樹まり子・木田彩水・美穂由紀 ほか REVIVAL COLLECTION 5（2003年4月1日、鹿砦社）ISBN 9784846304959
- 樹まり子写真集 X Power Series 1（?、日向書房）撮影:大木真澄

### 雑誌
- アップル通信 1989年10月号（表紙）（三和出版）
- Beppin 1989年10月号（英知出版）
- オレンジ通信 1989年10月号（東京三世社）
- 女子大生ランジェリー 教養課程編（1989年11月1日、綜合図書）
- (遊)AVデラックス 話のチャンネル1989年11月2日 錦秋増刊号（日本文芸社）
- URECCO 1989年11月号（ミリオン出版）
- ベストビデオ 1989年11月号、1990年1月号（三和出版）
- VIDE PAL 1989年12月号（フロム出版）
- 遊 ランジェリー情報 話のチェンネル 1990年1月2日増刊号（日本文芸社）
- GORO 1990年1月11日号（小学館）
- 魅惑のランジェリー 1990年1月号（光彩書房）
- クラスメイトDX 1990年3月号（少年出版社）
- 純情エンジェル 1990年3月号（蒼竜社）
- ACTRESS 1990年3月号、4月号、5月号（リイド社）
- 下着ファッション No.31（1990年4月15日、光彩書房）
- ビデオ・ザ・ワールド 1990年4月号、1993年1月号、5月号、1996年10月号（白夜書房）
- 微熱少女 1990年4月号（サン出版）
- Mr. Dandy 1990年6月号（サンデー社）
- ベスト・ランジェリー No.5（1990年9月10日、光彩書房）
- スーパーボディコンカタログ VOL.2（1990年9月25日、司書房）
- SUPER Beppin 1990年12月号（英知出版）
- VIDEO PRESS 1990年11月号、12月号、1991年3月号（大亜出版）
- SUPER NUDE COLLECTION IV 桜樹ルイ・木田彩水・五島めぐ・あいだもも 他 全27名（1991年1月10日、スコラ）
- BEST VIDEO SPECIAL No.4（1991年3月15日、三和出版）
- ビデオ・エックス 100号記念特別増刊号（1991年11月20日、笠倉出版社）
- おとこの遊び専科 1992年7月号臨時増刊 アダルトビデオ女優30人総出演（青人社）
- BIG4 VOL.1 競写!野村誠一+清水清太郎+渡辺達生+小沢忠恭（1992年8月9日、竹書房）
- 魅惑のランジェリー 1993年8月号（光彩書房）
- D-CUP LINGERIE No.8（1993年9月15日、光彩書房）
- MEDIA JAPON vol.16（1994年2月15日、白夜書房）
- アクトレス DELUXE（1995年1月9日、リイド社）
- MEDIA JAPON vol.22（1997年2月15日、コアマガジン）
- アダルトビデオ20年史 オレンジ通信 1998年12月号増刊（1998年12月5日、東京三世社）
- プラチナAVクィーンコレクション（2002年6月1日、ビデオ出版）※DVD付き
- ＠本当!!!!浮気妻のH話 2008年8月号（メディア・クライス） ※DVD付
- 激撮 本当にあったHな話 2008年8月号（ぶんか社） ※DVD付
- 話王 2008年12月号（ぶんか社）
- 20世紀AV女優 お宝動画100（2010年2月1日、ミリオン出版）※DVD付き

### コミック
- AVギャル初体験物語(1) 小沢奈美 工藤ひとみ 松坂季実子 庄司みゆき 木田彩水 林由美香 岡田優奈 朝比奈樹里 美穂由紀 樹まり子（著者:葉月かずお）（1990年11月25日、日本文華社）ISBN 9784821193233 全10名